# SADO 550
O Sado 550 foi um microcarro desenhado e fabricado, em série, em Portugal, produzido entre 1978 e 1985. Teve elevada incorporação nacional mas um sucesso de vendas relativo, não tendo sido produzidas mais do que 300 unidades não tendo sido vendido fora de Portugal.
No entanto, ficou a história, assim como alguns sobreviventes, do que hoje é considerado um dos poucos carros de concepção e produção nacional, sendo também quase um ícone e objecto de colecção. 

## EntrepostoComercial
O Entreposto Comercial SA tornou-se mais conhecida por ser um grupo industrial de metalomecânica com larga experiência  a construir atrelados, caravanas e reboques, nas suas instalações de Setúbal, desde os anos cinquenta e foi aproveitando esta capacidade produtiva que permitiu à empresa o desenvolvimento e produção do primeiro microcarro moderno em território nacional, tendo atingido algum êxito de vendas, em Portugal.
Oficialmente designado por SADO 550, por ser fabricado em Setúbal, Nas mesmas linhas de montagem também se construíram todos os antigos modelos comerciais da gama Datsun Sado. Ambas as marcas seriam distribuídas pela rede das sucursais Entreposto Comercial S.A., nos anos 1980.

## Projecto Ximba
O  desenvolvimento do micro-carro começou em 1975, com o lançamento do Projeto Ximba e teve a duração de três anos. O objectivo era a concepção de um veículo citadino de dimensões reduzidas, a um preço suficientemente competitivo que pudesse cativar o público português e que através do aumento da incorporação nacional, pudesse fugir ás restrições impostas às importações, nomeadamente no sector automóvel.
Este projeto, experimental, durou cerca de três anos. Teve como principal objetivo a concepção de um veículo de dimensões extremamente reduzidas, que pudesse interessar a consumidores portugueses, que fizessem trajetos curtos, em regime urbano.
O protótipo foi originalmente concebido pelo Entreposto Veículos Comerciais, nas suas oficinas de Moscavide, em Lisboa, em 1978 e onde teve a participação do conhecido ex piloto português José Megre que fazia parte da equipa técnica. Além dele, colaboraram no projecto Reis Thomaz e o design de José Galamba.

## Sado 550
Existiu em cinco versões quase semelhantes, com poucas diferenças entre os novos modelos, com valores de venda que variavam entre os 70.000 Escudos e os 290.000 Escudos. Cada versão dos SADO 550 tinha mecânicas japonesas Daihatsu 547cc 2 Cilindros de 29 Cv, a gasolina e apenas disponível com caixa manual de 4 velocidades iguais aos dos microcarros Daihatsu Cuore, que eram importados para alguns países como França, Holanda e Inglaterra e onde se venderam muito bem.
Os SADO 550 tinham motor dianteiro, mas com tração traseira e as suas rodas eram idênticas às de um buggy de Campo de Golfe, o que lhe dava alguma instabilidade na travagem. Não tinham luxos ou equipamento supérfluo. Tinha espaço só para duas pessoas e algum espaço de bagagem, para uma pequena mala. Em 1982, o ACP fez um ensaio geral a um dos primeiros SADO 550 e o modelo ficou muito bem visto com resultados muito positivos.
Os SADO 550 foram construídos quase exclusivamente na cor branca, mas havia modelos com pintura em azul ou em amarelo, apenas por encomenda prévia. Mais tarde em 1985, quando o Entreposto Veículos Comerciais SA termina a produção dos SADO 550, a empresa assume as funções de importador e os representante oficial, para Portugal, de algumas novas marcas de automóveis.
Mais tarde, nos anos 1990, nasceria também um construtor nacional de microcarros modernos que seriam os modelos chamados de "EVASÃO 500", da Metalomecânica Evasão, em Vagos, no Centro de Portugal.